# Phasmahyla cruzi
Espèce
Phasmahyla cruzi est une espèce d'amphibiens de la famille des Phyllomedusidae.

## Répartition
Cette espèce est endémique  de l'État de Rio de Janeiro au Brésil. Elle se rencontre à Mangaratiba vers 200 m d'altitude.

## Description
Les mâles mesurent de 30,5 à 34,2 mm et la femelle 41,6 mm.

## Étymologie
Cette espèce est nommée en l'honneur de Carlos Alberto Gonçalves da Cruz.

## Publication originale
- Carvalho e Silva, da Silva & Carvalho e Silva, 2009 : A new species of Phasmahyla Cruz, 1990 from the Atlantic Forest in the state of Rio de Janeiro, Brazil (Amphibia, Hylidae, Phyllomedusinae). Zootaxa, no 2120, p. 15–26.